# Robin Kenyatta
Pour les articles homonymes, voir Haynes et Kenyatta.
Robin Kenyatta de son vrai nom Prince Roland Haynes né le 6 mars 1942 à Moncks Corner, mort le 26 octobre 2004,. est un saxophoniste, clarinettiste et flûtiste de jazz américain.

## Biographie
Après avoir appris à jouer du saxophone avec un ami, il fait partie de l'orchestre de son école. Il reçoit quelques leçons de John Handy et étudie la composition avec Russell Garcia. Il enregistre avec Roswell Rudd, Sonny Stitt, Dixon, Archie Shepp, et Barry Miles.